# Galaxia Remolino
La galaxia Remolino (también conocida como Objeto Messier 51, Messier 51A, M51 o NGC 5194 o Galaxia Torbellino) es una clásica galaxia espiral localizada en la constelación Canes Venatici (perro cazador). Es una de las galaxias espirales más conocidas del firmamento. La famosa "galaxia del Remolino" o Messier 51 es una de las galaxias espirales más conspicuas y conocidas del cielo. Esta galaxia de belleza deslumbrante fue uno de los descubrimientos originales de Charles Messier; ya que, dio con ella durante la noche del 13 de octubre de 1773, mientras observaba un cometa, y la describió como "una nebulosa muy tenue y sin estrellas que es difícil de ver". Sin embargo, aquí hay que mencionar que la galaxia "compañera" de "Messier 51" conocida como "Messier 51B", fue descubierta varios años después de la observación de Charles Messier, y para ser más precisos durante la noche de 21 de marzo de 1781, por su amigo y discípulo Pierre Méchain, por lo que se menciona en el catálogo de Messier de 1781, y no antes de esa fecha, de la siguiente manera: "es doble, y cada una tiene un centro brillante, pero que están separados. Las dos "atmósferas" se tocan, siendo una incluso más tenue que la otra". Pero además de la descripción en su copia personal del catálogo, Messier ha añadido un pequeño dibujo, o boceto de las dos "nebulosas", "M51A" y "M51B", cosa extraña; ya que, Charles Messier no solía realizar dibujos demasiado detallados de los objetos celestes que observaba. 
"M51A" o simplemente M51, es el miembro dominante de un pequeño grupo de galaxias, que también contiene a la galaxia M63, y varias galaxias más débiles. Como se encuentra a unos 31 millones de años luz de distancia de nosotros y es tan notoria, en realidad es una galaxia grande y luminosa. Sin embargo, el valor de la distancia que nos separa de M51, y de todo el grupo de galaxias, aún no se conoce muy bien. Esta galaxia fue la primera en la que se descubrió una estructura en espiral durante la primavera de 1845, y aquel hallazgo lo efectuó el astrónomo irlandés William Parsons, tercer conde de Rosse, quien realizó una pintura muy cuidada y precisa de este objeto celeste extragaláctico. Por lo tanto, a veces se hace referencia a M51 como "la galaxia de Rosse

## Información general
Según nuestro concimiento actual, la estructura en espiral pronunciada es el resultado del encuentro actual de M51 con su galaxia vecina, M51B. Debido a esta interacción doble de galaxias, el gas de la galaxia se alteró y comprimió en algunas regiones, lo que favoreció la formación de nuevas estrellas jóvenes. Y como es común en los encuentros galácticos, la estructura en espiral se induce de preferencia en la galaxia más masiva. M51 es fácil de distinguir, y se percibe si el cielo está oscuro hacia las estrellas de la constelación de "Los Perros de Caza" o "Lebreles", pero por ser una galaxia muy distante, es bastante sensible a la contaminación lumínica que hace que se desvanezca fácilmente en el fondo. En muy buenas condiciones de observación, incluso las sugerencias de sus brazos espirales se pueden ver con telescopios de patio trasero, y usando un aumento bajo, para ver este par de galaxias.
El Telescopio Espacial Hubble ha estudiado con detalles especialmente la región central de M51, y su núcleo compacto ahora se clasifica como del "tipo Seyfert" 2,5. Y los trabajos actuales, se centran en la investigación de sus brazos espirales internos y de sus nubes de polvo, que son los lugares en donde nacen estrellas masivas y luminosas. La "galaxia del Remolino", muestra las características clásicas de una galaxia espiral, desde sus brazos curvos, donde residen las estrellas recién nacidas, y hasta su núcleo central amarillento que sirve de hogar a las estrellas más viejas. Los elegantes y sinuosos brazos de esta galaxia majestuosa, parecen una gran escalera de caracol que atraviesa el espacio-tiempo. Pero en realidad, son largos carriles de estrellas y gas mezclados con polvo. Muchas galaxias espirales poseen numerosos brazos de forma suelta que hacen que su estructura en espiral sea menos pronunciada. Estos brazos son fábricas de formación de estrellas que comprimen hidrógeno y crean cúmulos de nuevas estrellas. En la galaxia "Messier 51", la línea de ensamblaje comienza con las nubes oscuras de gas en el borde interior, luego se mueve hacia las regiones de formación de estrellas de color rosa brillante, y termina con los cúmulos de estrellas azules brillantes a lo largo del borde exterior.     
Algunos investigadores creen que los brazos de "M51A", son tan prominentes debido a los efectos de un encuentro cercano con "M51B", que es la pequeña galaxia amarillenta visible en la punta más externa de uno de los brazos de "M51A". A primera vista, "M51B" parece estar tirando del brazo de "M51A". Sin embargo, la visión clara del "Telescopio Espacial Hubble" muestra que realmente "M51B" pasa por detrás de "M51A". Luego, la pequeña galaxia se ha estado deslizando más allá de "la galaxia del Remolino" durante cientos de millones de años, aunque muchas fotografías hacen pensar que ambas galaxias están tocándose en el mismo plano. Sin embargo, a medida que "M51B" pasa a la deriva, su campo gravitacional bombea ondas de gravedad dentro del disco de M51. Las olas gravitacionales que genera son como ondas que se forman en un estanque cuando se lanza una piedra al agua. Cuando las ondas gravitacionales pasan a través de las nubes de gas en órbita dentro del disco de M51, aprietan el material gaseoso a lo largo del borde interior de cada brazo. El material oscuro y polvoriento parece acumularse como nubes de tormenta, y estas densas nubes colapsan, creando una enorme cantidad de nacimientos de estrellas, como se ve en las regiones de formación de estrellas de color rosa brillante. Las estrellas más grandes barren con su intensa energía los capullos polvorientos con vientos estelares similares a los de un huracán, y al de ondas de choque de explosiones de supernovas. Cúmulos de estrellas azules, jóvenes y brillantes emergen del caos, iluminando los brazos de "Messier 51".
Por su parte, la galaxia M51B, ha experimentado un encuentro cercano con M51 hace varios millones de años. Y durante ese encuentro, se ha distorsionado significativamente debido a las gigantescas fuerzas de marea ejercidas por la gran masa de M51, Pero este encuentro también ha mejorado significativamente la estructura en espiral de M51. Se cree que "M51B" ha pasado en épocas remotas entre M51A y nosotros, pero que "ahora" está detrás de su gran galaxia vecina. La edad del núcleo de M51 se estima en unos 400 millones de años; y "Messier 51" y su compañera se alejan de nosotros a una velocidad de 463 km/s.
El 27 de junio de 2005, Wolfgang Kloehr, un astrónomo alemán, descubrió una supernova de tipo II en esta galaxia. Llamada SN2005cs llegando a tener una magnitud de 13,5.

## Ficción
- En Mighty Morphin Power Rangers la bruja Rita Repulsa es de la Galaxia Remolino.[cita requerida]
- La galaxia de la saga de juegos Homeworld se basa en esta galaxia.
- En la serie "Roswell" de 1999, el planeta Antar se basa en esta galaxia.